# EuroTrip
EuroTrip, también conocida como Euroviaje, censurado en países de habla hispana, es una película de carretera y comedia estadounidense de comedia estrenada en 2004.

## Argumento
Al graduarse de la escuela secundaria, Scott Thomas cree tener su vida encaminada. Planea ir a la universidad junto a sus amigos y piensa continuar la relación que mantiene con su novia, Fiona. Pero su vida da un giro cuando, sorpesivamente, ella corta la relación en plena celebración de la graduación, escudándose en estar cansada de que Scott sea un chico "demasiado predecible".
Disgustado, él y su mejor amigo, Cooper Harris, pasan la tarde en casa de los padres de Scott, mientras este se cartea, como viene haciendo desde hace unos meses a través del correo electrónico, con un amigo epistolar alemán llamado Mieke que, según Cooper, se trata en realidad de un depredador sexual que planea acostarse con él. Finalmente, Scott decide que la ruptura con Fiona no estropeará su oportunidad de ir a la fiesta nocturna de graduación. En la fiesta descubre que ella le engañaba con Donny (Matt Damon), un chico rudo que canta en la banda del instituto, interpretando una canción llamada “Scotty doesn’t know” ("Scotty no lo sabe"), en la que cuenta cómo Fiona y él mantenían una relación a espaldas de Scott. Donny, al cumplirse precisamente esa noche el primer aniversario con Fiona, le dedica la canción por megafonía y se besan en el escenario en presencia de Scott. 
En la fiesta se encuentran con Jenny y su hermano gemelo Jamie, quienes les cuentan que harán un viaje de fin de estudios por Europa.
Al regresar a su casa, Scott, en estado de embriaguez y convencido de que Cooper tenía razón en que se trataba de un depredador sexual, le escribe a Mieke molesto, después de que este le manifestara en un correo, su deseo de ir a Estados Unidos a conocerle, y tal vez, tener una cita. Al día  siguiente y aún con resaca, el hermano menor de Scott le explica que Mieke en realidad es un nombre de chica y no de chico, como Scott creía. Cuando Scott mira la foto que ella le envió, en la que aparece junto a su hermano, se da cuenta de que Mieke no era el hombre que aparecía en la foto, sino la joven, una rubia guapísima que, además, está enamorada de él, pero en ese momento recuerda que, pensando que era un depredador sexual, le había insultado y le  había dicho que no volviese a escribirle.
Debido a  sus palabras insultantes y malos modos, Mieke le bloquea en el correo, así que  ya no recibe los mensajes de disculpa de Scott, cortando toda comunicación con él. 
Debido a la imposibilidad de comunicación y viendo la mala suerte de su amigo, Cooper incita a Scott para realizar un viaje a Berlín para ir a conocerla. Scott recordando las duras palabras de Fiona hacia él, decide que va a ser impredecible por una vez y viajar para encontrarse con su nuevo amor alemán.
Así es como trabajando como mensajeros eventuales para una empresa de paquetería, consiguen pasajes baratos, pero las circunstancias obligan a que sea a Londres y no a Berlín. Cooper convence a Scott  de que desde allí irán a nado si es necesario, y finalmente viajan, entregan su paquete en Londres y van a un bar para hacer tiempo hasta poder tomar su autobús a Berlín. 
Por error entran a un bar privado de ‘Hooligans’ (los aficionados ultras del Manchester United). Estos, molestos por la presencia de los jóvenes, a quienes consideran intrusos, les preguntan quiénes son. El nerviosismo hace decir a Scott que pertenecen al club de socios del Manchester United de Ohio, pero los aficionados les obligan a demostrar su fanatismo por el Manchester United, cantando la canción de los fanes del Manchester United, momento en el que Scott  improvisa  una divertida aunque ridícula adaptación del tema musical "Morning Train" de Sheena Easton. Sorprendentemente, el cántico gusta al cabecilla del grupo ultra y terminan siendo admitidos por ellos.
Se emborrachan junto con los ultras y a la mañana siguiente despiertan resacosos en un autobús, pero no el que debían haber tomado a Berlín, sino en el de los hinchas de fútbol, con destino a París, a donde se dirigen para presenciar un encuentro contra el Paris Saint-Germain. Scott recuerda que Jenny y Jamie estarán ahí, así que les llama con el teléfono corporativo de Cooper y preparan un encuentro. Aprovechando un descuido de los Hooligans, se marchan en busca de los gemelos.
Una vez reunidos los cuatro, deciden ir todos juntos hasta Berlín pasando por otras ciudades para disfrutar unos días juntos antes de volver a la universidad y conseguir que Scott se reúna con su chica. Primero deben tomar un tren hasta Crans Sur Mer para luego hacer transbordo, donde suceden dos cosas: primero Jenny se encuentra con Christophe, un millonario y atractivo  viajero francés que la deja enamorada, pero  al que piensa que no volverá a ver, debido a que debía tomar el tren, y segundo, dentro del tren hay un episodio bastante cómico e incómodo para Jamie donde un italiano intenta aprovecharse de él cada que el tren pasa por un túnel y las luces se apagan. 
Cuando llegan a Crans Sur Mer, Jamie quiere ir al monumento de Poisonier, pero Cooper y Scott insisten en ir a una playa nudista. Cuando llegan descubren que en la playa solo hay hombres mirones en busca de mujeres desnudas y que, según la guía de viaje de Jamie, las mujeres nudistas escapan  de la mirada y el acoso de estos yendo precisamente al monumento al que rechazaron ir. Cuando Jenny, que venía atrás, llega a la playa y comienza a quitarse la ropa, los cuatro amigos deben salir huyendo porque todos los hombres quieren estar con ella, al ser la única chica en toda la playa.
Luego toman otro tren con destino a Ámsterdam, donde Scott sueña con Mieke mientras, aún dormido, el depravado viajero italiano intenta aprovechaste, esta vez de él. En Ámsterdam Cooper se va a pasear solo en búsqueda de sexo en la zona roja de la ciudad, Scott y Jenny van a lo que ellos creen que es un bar de pastelillos de hachís, y Jamie se va a buscar baterías para su cámara a una tienda de revelado fotográfico, el cual  casualmente es regentado por una joven preciosa neerlandesa.
Cooper llega al Club Vandersexxx, que se autoproclama como "el club de sexo más caliente de Europa". Allí, rodeado de bellas chicas europeas, su anfitriona se percata de que es norteamericano. Antes de comenzar el servicio sexual, la anfitriona le ofrece una nota escrita en la que apunta una palabra secreta que Cooper debe pronunciar si se encuentra abrumado y quiere finalizar la actividad, pero este, emocionado por la presencia de tantas chicas, no se fija en el contenido de la nota. Al comenzar la actividad, tras las órdenes dadas por su jefa, las chicas salen de la habitación y son sustituidas por dos hombres vestidos con atuendos de látex negro, de los utilizados típicamente en actividades sexuales sadomasoquistas. Ante este nuevo panorama y estando visiblemente nervioso,  saca la nota manuscrita pero descubre que la palabra secreta es en realidad una palabra holandesa imposible de pronunciar. Comienza a decir palabras holandesas al azar para tratar de acertar la pronunciación correcta de la palabra clave, pero termina pronunciando una palabra que,  precisamente viene a ser una solicitud para que le den un servicio aún más extremo, la cual incluye una penetración anal usando un extraño  juguete sexual similar a una desbrozadora motorizada. 
Por su parte, Jenny y Scott terminan haciendo el ridículo debido a que en realidad se encuentran en una pastelería, y no dejaban de comportarse como idiotas, bajo los efectos de un colocón psicológico, creyendo hacer consumido pasteles de hachís.  Por otro lado, Jamie acaba practicando sexo oral con la empleada de la tienda de fotografía (Jana Pallaske),  pero mientras  lo realizan, en un callejón  en las traseras de la tienda, es atracado por un  ladrón que se lleva su mochila interior y, por lo tanto, casi todo el dinero y los pasaportes de todos.
Al día siguiente se reúnen los cuatro y, al encontrarse casi sin dinero, deciden hacer autostop hasta que un camionero se detiene. A pesar de que el camionero sólo habla alemán, Scott cree poder comunicarse con él y le dice que quieren ir a Berlín. El camionero, que va conduciendo  sin apenas descansar y bajo los efectos de unos cacahuetes psicotrópicos, sólo entiende la palabra ‘Berlín’, entonces les cuenta cosas ilegales que ha hecho en Berlín (violó a un caballo y apuñaló a una mujer) y les dice que por nada del mundo va a ir a esa ciudad. Scott, por su parte también solo entiende ‘Berlín’, así que decide que deben subir al camión, pero lejos de llegar a destino, terminan en Bratislava.
Allí con 1,83 dólares norteamericanos y creyendo que todo está perdido, les atienden como reyes en el mejor hotel del país. Al cambio de moneda, el dólar vale tanto en Eslovaquia que, por darle cinco centavos de propina a un botones, este renuncia, abofeteando a su jefe y se marcha asegurando que va a abrir su propio hotel. Al sobrarles 27 centavos deciden ir a un club nocturno a divertirse, donde las cosas se ponen aún más extremas. Jenny se encuentra nuevamente con Christophe, mientras hablaba con Cooper, quien comienza a mirarla con otros ojos, pero ella se va con el  joven millonario francés. Inesperada y rápidamente, Jenny se da cuenta de que Christophe está casado y es más abierto sexualmente de lo que ella imaginaba, ya que es bisexual. Ella decide regresar con los chicos y todos se emborrachan con absenta, que tiene más de 90% de alcohol. Alucinan, bailan y los gemelos terminan besándose apasionadamente por error, mientras Scott y Cooper alucinan junto a un duende verde volador, debido a los efectos psicotrópicos de la absenta. A la mañana siguiente, todos con resaca, y con los hermanos avergonzados por el beso de la noche anterior, se encuentran con un hombre apasionado de los Estados Unidos, que les lleva a Berlín gratis en su camioneta.
Cansados pero esperanzados, llegan a casa de Mieke, donde  son recibidos por su padre. Para más desgracia, les dice que ella no está, porque tras una gran decepción -que él no entiende a qué se debió-, ella decidió viajar durante el verano con un grupo que partirá  en barco desde Roma.
Rápidamente, deben viajar a Roma si no quieren perder la oportunidad que Scott conozca a Mieke. Al no tener dinero, Jamie vende su estupenda cámara Leica para comprar pasajes para los cuatro.
En Roma van a visitar el Museo del Vaticano, al cual logran entrar con una gran actuación de Jamie como guía de turistas y la creencia de los guardias de que Cooper es una persona con retraso mental. Debido a la forma en la que lograron entrar, los guardias le piden a Jamie si puede dar un tour para algunos turistas que se quedaron sin guía, y este debe hacerlo para mantener las apariencias. En el grupo se encuentra un turista  que le pregunta absolutamente todo del Vaticano.
Cooper y Scotty se separan del grupo y, en vez de ir por la puerta en la que estaba el grupo de Mieke, entran al departamento papal, no sin antes Cooper tocar la campana de San Marco. Allí Cooper usa el sombrero del Papa y le prende fuego por accidente, así que lo arroja en una chimenea que empieza a humear blanco. Debido a ellos, todos los turistas en la plaza de la basílica piensan que un nuevo Papa fue elegido.
Scott ve a Mieke por la ventana e intenta acercarse a ella mediante una ventana, pero se enreda en unas cortinas y abre una puerta ventana que resulta ser la misma por la que el Papa saluda. Scott arroja las cortinas que lo cubren y baja por unas telas decorativas hasta la plaza donde se encuentra con Mieke y le confiesa su amor. La guardia suiza intenta detenerlo pero casualmente aparecen los ‘hooligans’ para defenderlo. Acto seguido, Scott y Mieke tienen sexo dentro de un confesionario. Mientras tanto, Cooper y Jenny hablan y se quejan de ser los únicos que no tuvieron sexo en todo el viaje, y luego Mieke y Scott se despiden.
Fuera del Vaticano, unas horas más tarde, el turista preguntón va a agradecer el tour a Jamie, quien le dice que solo leyó el libro que siempre lleva encima (La Guía Fromer), que no es guía profesional. El turista sonríe y le dice que fue él quien escribió el libro, él es Fromer, y le ofrece un trabajo recorriendo museos y catedrales europeas.
Scott, Jenny y Cooper entonces emprenden la vuelta a casa. Jenny y Cooper coronan su viaje con sexo en el baño del avión, a lo que Cooper insiste aún están en espacio aéreo europeo.
Tres meses después Scott, ya en la universidad de medicina, habla por teléfono con Cooper y Jenny quienes estudian en la misma facultad y, por supuesto, siguen juntos. Su nuevo compañero de cuarto llama a la puerta, pero cuando abre, su compañero es en realidad Mieke, quien se mudó a Estados Unidos para estar con Scott, y a quien la confundieron con un chico por su nombre extranjero y mandaron a la misma habitación que Scott, la 214.
Scott deja abierta la línea del teléfono y comienza a besarse con Mieke, mientras Cooper le pregunta si está besando al hipotético nuevo compañero de cuarto.
La película finaliza con una aparición del duende verde de la absenta quejándose del final feliz de la historia.

## Reparto
- Scott Mechlowicz como Scott "Scotty" Thomas.
- Jacob Pitts como Cooper Harris.
- Michelle Trachtenberg como Jenny.
- Travis Wester como Jamie.
- Jessica Boehrs como Mieke.
- Kristin Kreuk como Fiona.
- Vinnie Jones como hooligan del Mánchester United.
- Fred Armisen como italiano del tren.
- J. P. Manoux como robot humano.
- Lucy Lawless como Madame Vandersexxx.
- Jana Pallaske como Anna (Chica de la tienda de cámaras).
- Diedrich Bader como ladrón de Jamie.

## Estreno
- Estados Unidos: 20 de febrero de 2004.
- Israel: 20 de febrero de 2004.
- Suecia: 14 de mayo de 2004.
- Eslovenia: 20 de mayo de 2004.
- Islandia: 11 de junio de 2004.
- Alemania: 17 de junio de 2004.
- Países Bajos: 17 de junio de 2004.
- Irlanda: 25 de junio de 2004.
- Reino Unido: 25 de junio de 2004.
- Noruega: 2 de julio de 2004.
- Bélgica: 14 de julio de 2004.
- EAU: 14 de julio de 2004.
- España: 16 de julio de 2004.
- Estonia: 6 de agosto de 2004.
- Italia: 6 de agosto de 2004.
- Australia: 12 de agosto de 2004.
- Argentina: 29 de septiembre de 2004 (video premiere).
- Hungría: 27 de octubre de 2004 (DVD premiere).
- Japón: 7 de octubre de 2005 (DVD premiere).

## Formato
La película está disponible en DVD y VHS.